# Хайрюзова
Хайрюзова (в верховьях Тихая, Байлыгинган) — река на полуострове Камчатка. Протекает по территории Быстринского и Тигильского районов Камчатского края России.

## Название
Современный гидроним возник в начале XVIII века, от имени местного тойона Харуса. До этого упоминается как Тулаган.

## Гидрография
Длина реки — 265 км, площадь водосборного бассейна — 11600 км².
Берёт исток у подножия сопки Анаун, протекает преимущественно в северо-западном направлении, впадает в Охотское море.
По данным государственного водного реестра России относится к Анадыро-Колымскому бассейновому округу.

## Водный режим
Среднемноголетний расход воды в устье 181 м³/с (объём стока 5,713 км³/год, модуль стока 15,6 л/(с×км²)).
Река замерзает в первую половину ноября, к началу апреля мощность ледяного панциря достигает 80 см. Общая продолжительность периода с ледовыми явлениями достигает 200 суток. Вскрывается в первой половине мая.
Пик половодья приходится на конец мая, при этом в отдельные годы половодье может быть слабо выражено. Летняя межень прерывистая и многоводная, зачастую целиком отсутствует. Минимальные расходы воды в период зимней межени составляют 46,1 м³/с. На весеннее половодье приходится 28 % годового стока, в тёплый период — 42 %, в зимнюю межень — 30 %.
На уровень воды в верховье Хайрюзовы воздействуют приливы, их максимальное значение фиксировалось в 6,4 м, дальность распространения вверх по течению 20-30 км.
По химическому составу вода в реке относится к гидрокарбонатному классу, кальциевой группе. Минерализация воды в среднем составляет 50-70 мг/л, в половодье падает до 20 мг/л.

## Притоки
Объекты перечислены по порядку от устья к истоку (км от устья: ← левый приток | → правый приток | — объект на реке):
- 1 км: → Кенюха
- 1 км: — с. Усть-Хайрюзово
- 6 км: ← Рантоваям
- 20 км: → Лухля
- (? км): ← Томилин[11]
- 30 км: ← Альч
- 35 км: → Нежный
- (? км): → Людской[11]
- 45 км: ← Быстрая, Хайрюзовка
- 45 км: — с. Хайрюзово

 — выше называется Тихая —
- 46 км: → ручей без названия
- (? км): ← Летовский
- (? км): → Скальный[12]
- 54 км: → Инсуч
- (? км): → Берложий[12]
- (? км): ← Шумливый
- 70 км: ← Чаномыч
- (? км): ← Местный
- 77,5 км: → Калковая
- 77,7 км: → Хеннуч
- 90 км: ← Чананка
- 95 км: ← Навга
- (? км): ← Березка[13]
- (? км): → Коюк[13]
- 109 км: → Хлебная
- 110 км: → река без названия
- 119 км: ← Алевэем
- 120 км: → Малый Текловаям
- (? км): → Майоров[13]
- 126 км: → Чёрная
- 129 км: ← Окура
- 129,9 км: ← Кекук
- 130,5 км: → река без названия
- 132 км: → Большой Текловаям
- 141 км: → Гекенваям
- 153 км: → река без названия
- 156 км: ← Невтанья[14]
- 161 км: ← Верный[14]
- 167 км: ← Мелкий[14]
- 175 км: → Эггелла
- 192 км: ← Анманна
- 196 км: → Янпат
- 198 км: ← Кулкев Окат

 — выше называется Балыгинган —
- 218 км: ← Открытый[15][16]
- 222 км: река без названия
- 234 км: Аяй-Окат
- (? км): ← Анаунская
- 243 км: → Правый Балыгинган[8]

## Ихтиофауна
В водах реки обитают различные виды лососёвых, корюшка. В летний период в эстуарий Хайрюзовой заходят белуха и ларга. Во время нереста горбуши отдельные особи тюленей в азарте охоты на рыбу поднимаются далеко вверх по руслу реки.